# Herbert L. Strock
Herbert L. Strock (Boston, 13 gennaio 1918 – Moreno Valley, 30 novembre 2005) è stato un regista, produttore televisivo e montatore statunitense.
È stato accreditato anche con i nomi Herbert Strock e Herb Strock.

## Filmografia

### Regista
- The Cases of Eddie Drake – serie TV, 6 episodi (1952)
- Il mostro magnetico (The Magnetic Monster), regia di Curt Siodmak - non accreditato, Herbert L. Strock (1953)
- Your Favorite Story – serie TV, un episodio (1953)
- Meet Corliss Archer – serie TV, 3 episodi (1954)
- Esploratori dell'infinito (Riders to the Stars) (1954)
- Attacco alla base spaziale U.S. (Gog) (1954)
- Taxi da battaglia (Battle Taxi) (1955)
- I Led 3 Lives – serie TV, 26 episodi (1953-1956)
- The Man Called X – serie TV, un episodio (1956)
- Scienza e fantasia (Science Fiction Theatre) – serie TV, 19 episodi (1955-1956)
- Dr. Christian – serie TV, 4 episodi (1956-1957)
- Harbor Command – serie TV, 2 episodi (1957)
- La strage di Frankenstein (I Was a Teenage Frankenstein) (1957)
- Blood of Dracula (1957)
- Men of Annapolis – serie TV, 3 episodi (1958)
- The Veil – serie TV, 4 episodi (1958)
- La pattuglia della strada (Highway Patrol) – serie TV, 17 episodi (1955-1958)
- Avventure in fondo al mare (Sea Hunt) – serie TV, un episodio (1958)
- Destination Nightmare – film TV (1958)
- Sky King – serie TV, 2 episodi (1958)
- How to Make a Monster (1958)
- The Veil – film TV (1958)
- The Alaskans – serie TV (1959)
- Cheyenne – serie TV, un episodio (1960)
- Indirizzo permanente (77 Sunset Strip) – serie TV, un episodio (1960)
- Colt .45 – serie TV, 5 episodi (1959-1960)
- Bronco – serie TV, 5 episodi (1960)
- Maverick – serie TV, un episodio (1960)
- La messaggera del diavolo (The Devil's Messenger) (1961)
- Una pallottola alla schiena (Rider on a Dead Horse) (1962)
- La mano strisciante (The Crawling Hand) (1963)
- Bonanza – serie TV, un episodio (1965)
- Brother on the Run (1973)
- Witches' Brew (1980)
- Monster (1980)

### Produttore
- Cisco Kid – serie TV, un episodio (1950)
- The Cases of Eddie Drake – serie TV, 7 episodi (1952)
- Dragnet – serie TV, 3 episodi (1951-1952)
- Il cervello di Donovan (Donovan's Brain) (1953)
- I Led 3 Lives – serie TV, un episodio (1953)
- Your Favorite Story – serie TV (1953)
- Meet Corliss Archer – serie TV, 3 episodi (1954)
- Mr. District Attorney – serie TV, 3 episodi (1954)
- Esploratori dell'infinito (Riders to the Stars) (1954)
- La pattuglia della strada (Highway Patrol) – serie TV, un episodio (1955)
- The Man Called X – serie TV, un episodio (1956)
- Men of Annapolis – serie TV, un episodio (1957)
- Avventure in fondo al mare (Sea Hunt) – serie TV, un episodio (1958)
- Decisions! Decisions! – film TV (1972)
- The Small Miracle – film TV (1974)
- UFO Journals (1978)
- UFO Syndrome (1980)

### Montatore
- Dragnet – serie TV, un episodio (1951)
- The Cases of Eddie Drake – serie TV, un episodio (1952)
- Il muro di vetro (The Glass Wall) (1953)
- Il cervello di Donovan (Donovan's Brain) (1953)
- Attacco alla base spaziale U.S. (Gog) (1954)
- Carnival of Souls (1962)
- La mano strisciante (The Crawling Hand) (1963)
- The Silent Witness (1964)
- So Evil, My Sister (1974)
- The Lost City of Atlantis (1978)
- Witches' Brew (1980)
- Appointment with Fear (1985)
- Night Screams - Ospiti in Trappola (Night Screams) (1987)
- Summer Seductions (1988)
- You Snooze You Lose (1995)
- Statues of Limitations (1999)
- Distance (2003)

### Sceneggiatore
- I Led 3 Lives – serie TV, un episodio (1955)
- Harbor Command – serie TV, 5 episodi (1958)
- La mano strisciante (The Crawling Hand) (1963)
- Brother on the Run (1973)
- UFO Syndrome (1980)
- Monster (1980)